# Calisoga centronetha
Espèce
Synonymes
- Hesperopholis centronethus Chamberlin & Ivie, 1939

Calisoga centronetha est une espèce d'araignées mygalomorphes de la famille des Nemesiidae.

## Distribution
Cette espèce est endémique de Californie aux États-Unis,. Elle se rencontre dans le comté de Palo Alto vers Palo Alto.

## Description
Le mâle holotype mesure 23 mm.

## Systématique et taxinomie
Cette espèce a été décrite sous le protonyme Hesperopholis centronethus par Chamberlin et Ivie en 1939. Elle est placée dans le genre Calisoga par Raven en 1985.

## Publication originale
- Chamberlin & Ivie, 1939 : New tarantulas from the southwestern states. Bulletin of the University of Utah, vol. 29, no 11, p. 1-17.